# Удимская узкоколейная железная дорога
Уди́мская узкоколе́йная желе́зная доро́га — лесовозная узкоколейная железная дорога в Котласском районе Архангельской области и в Великоустюгском районе Вологодской области.
Начинается в посёлке Удимский (Котласский район), максимальная длина 81 км, эксплуатируется в настоящее время 25 км, ширина колеи — 750 мм. Год открытия: 1938 год.

## История
Узкоколейная железная дорога возникла до появления посёлка Удима, ориентировочная дата открытия первого участка 1938 год. Начальным пунктом узкоколейки являлся посёлок Приводино, расположенный вблизи берега реки Малая Северная Двина. В 1943 году был основан «Удимский леспромхоз», центром ЛПХ стал новый посёлок Удима, возникший вблизи одноимённой станции на Печорской железнодорожной магистрали. В 1950-х годах Удимская узкоколейка была соединена с узкоколейной железной дорогой, начальным пунктом являлся посёлок Приводино. Первый тепловоз ТУ4 поступил на узкоколейную железную дорогу в 1964 году, тепловозы ТУ4 работали до 1984 года. Линии на Приводино и Красавино были закрыты в начале 1970-х годов. В 1970-х годах на узкоколейной железной дороге имелось три посёлка, являвшихся центрами лесопунктов: Рябиновка, Бельск, Молодых. В начале 1980-х силами студенческих строительных отрядов был построен участок магистрали узкоколейной железной дороги «БАМ», расположенный южнее станции Рябиновка, максимальная удалённость магистрали от ст. Удима составила не менее 62 километров. В 1980 году был выселен посёлок Бельск, затем в 1984 году выселен посёлок Молодых, а в начале 90-х посёлок Рябиновка был переселён в Удиму.

### Современное состояние
По состоянию на сентябрь 2005 года, узкоколейная железная дорога работает, основной район погрузки леса находится в нескольких километрах восточнее бывшего посёлка Молодых. По состоянию на 2012 год, узкоколейная железная дорога действует.

## Подвижной состав

### Локомотивы
- ТУ6А — № 2313, 3076, 3078, 3146, 3271, 3438, 3487, 3841
- ТУ6Д — № 0336
- ТУ8 — № 0323

### Вагоны
- Вагоны ПВ40
- Вагоны-сцепы
- Вагон-цистерна
- Хопперы-дозаторы
- Вагоны-платформы

### Путевые машины
- Снегоочиститель узкоколейный

### Частные средства передвижения
- Самодельные «пионерки»

## Фотогалерея
- Вагоны-сцепы
- Магистраль